# 湊川誠隆
湊川 誠隆（みなとがわ まさたか、1980年5月22日 - ）は、愛知県名古屋市出身の元プロ野球選手（内野手）、野球指導者、ファッションデザイナー 、YouTuber。

## 来歴・人物

### プロ入り前
兵庫県西宮市で生まれた。名古屋市立貴船小学校、名古屋市立高針台中学校を経て東邦高等学校に進学した。中学時代は軟式野球部でプレー。高校3年の春から二塁のレギュラーとなったが、二番打者として出場した最後の夏の大会である1998年の西愛知大会決勝で愛工大名電に敗れ、高校3年間では春・夏両方の甲子園出場は果たせなかった。後にプロでチームメイトになった朝倉健太は高校の1年後輩である。
高校卒業後は慶應義塾大学へ進学し、3年生だった2001年春から二塁手のレギュラーに定着、同年秋と4年生になった2002年春に六大学野球ベストナインに選ばれる。リーグ戦通算48試合出場、164打数41安打、打率.250、0本塁打、14打点。横浜DeNAベイスターズの長田秀一郎とフリーアナウンサーの田中大貴は大学の同期である。

### 中日時代
2002年度のNPBドラフト会議で地元球団の中日ドラゴンズから8巡目で指名を受け、入団した。大学のキャンパスはドラフト会場のホテルから車で約5分の立地だったことから、ホテルで指名会見を行った。入団当時は身長174 cm、体重70 kgの体格で、中日では珍しい慶應義塾大学出身の選手とされており、また下位指名ながら守備・走塁は十分プロレベルに達していると評されていた。背番号は2002年シーズンまで井端弘和（2003年より「6」に変更）が着用していた48で、本人は自身と同じ小柄な体格の井端を目標の選手としており、また朝倉が投げる試合で活躍することを夢見ていた。入団当時の監督である山田久志からは、打撃を鍛えれば早期に一軍デビューできるだろうと評価されていた。
プロ1年目の2003年は一軍（セントラル・リーグ）公式戦では出場機会はなく、二軍（ウエスタン・リーグ）では70試合に出場して102打席、91打数、13得点、20安打、3二塁打、0三塁打、0本塁打、1打点、1盗塁、7四死球、14三振、4犠打飛、打率.220の成績だった。本人は当時、一軍定着への課題として出塁率の向上を挙げていた。またファンブックでは地元・東邦高校出身であることに加え、爽やかなルックスからファンの心をつかめるのではないかと期待をかけられていた。
監督が落合博満に交代した2004年も一軍出場機会はなく、二軍では48試合出場、32打席、30打数、6安打、0二塁打、0三塁打、0本塁打、1打点、5盗塁、5三振、1犠打飛、1四死球、打率.200という成績だった。同年10月12日に球団から戦力外通告を言い渡され、12月2日付で自由契約となる。12球団合同トライアウトを受験したが、NPB球団への移籍は実現できなかった。

### 中日退団後
2005年にはイタリアのセリエA・レッジオ・エミリアに入団。
2007年にイタリアから帰国。中日の先輩格でもある川又米利が監督を務める社会人クラブチームNAGOYA23コーチ兼選手に就任。同年秋にはファッションブランド「MASSIMONTE（マッシモンテ。イタリア語で『山の頂点』の意味）」を立ち上げた。2013年には栄にセレクトショップ「NEXT THING」をオープンし、現在もデザイナー兼実業家として活動している。
2010年、FM AICHIの番組『ターザン山下の野球やろうぜ!』にベースボールアドバイザーとして出演。
2012年からは中京テレビ (CTV) のドラゴンズ応援番組『スポーツスタジアム晴』のドラゴンズ担当コメンテーターに就任。また、川又の中日コーチへの復帰に伴い、NAGOYA23の選手兼任監督に就任。2013年からチーム名を「マッシモンテベースボールクラブ」に変更した。なお、マッシモンテベースボールクラブは2014年6月4日付けで、活動を休止した。
2014年、社会人サッカークラブのヴィアティン三重が運営する野球塾「ヴィアティンベースボールクラブ」のコーチに就任。
2016年から2021年まで中日ドラゴンズジュニアチームの監督を務めているほか、同じくジュニアチームのコーチで、マッシモンテでの同僚だった酒井大輔とともに名東区の野球塾「BE-ZONE」での指導にもあたっている。ドラゴンズベースボールアカデミー屋内練習場校のコーチも務めている。
2019年末にはYouTubeチャンネル『湊川誠隆 Home Team Pride』を開設。親交のあるゲストとのトーク動画を投稿していく方針で、2020年4月現在、福留孝介、浅尾拓也、山井大介、大島洋平、石川昂弥の父親、アナウンサーの田中大貴らをゲストに招いた動画が投稿されている。

## 詳細情報

### 年度別打撃成績
- 一軍公式戦出場なし

### 背番号
- 48 （2003年 ‐ 2004年）

## 関連情報

### 出演番組
- 『スポーツスタジアム晴』（中京テレビ、不定期、コメンテーター）